# Speelman
Speelman (ook: Speelman Wobma) is een Nederlandse familie waarvan een lid in 1686 tot baronet werd verheven; een ander lid werd met zijn nageslacht in 1817 opgenomen in de Nederlandse adel.

## Geschiedenis
De stamreeks begint met Pieter Claesz. die tussen 1549 en 1552 overleed. Zijn achterkleinzoon Cornelis (1628-1684) werd gouverneur-generaal van Nederlands-Indië. Een kleinzoon van de laatste, mr. Cornelis Speelman (1684-1746) werd door koning Jacobus II van Engeland in 1686 verheven tot baronet. Een kleinzoon van de laatste werd in 1817 verheven in de Nederlandse adel waardoor hij en zijn nageslacht het predicaat van jonkheer en jonkvrouw mochten gaan voeren.
Het geslacht stierf uit in 2005 met de 8e en laatste baronet.

## Enkele telgen
Cornelis Speelman (1628-1684), gouverneur van Coromandel 1663, gouverneur-generaal van Nederlands-Indië (1681-1684)
- mr. Johan Speelman (1659-1686), advocaat bij het Hof van Holland
  - mr. Cornelis Speelman, 1e baronet, heer van Nuland (1717), van Heeswijk en Dinther (1740-) (1684-1746), schepen en raad van 's-Hertogenbosch, verheven tot baronet in 1686; trouwde in 1716 met Agatha van der Houven, vrouwe van Heeswijk en Dinther (1691-1747), dochter van Jacob van der Houven, heer van Heeswijk en Dinther
    - mr. Cornelis Speelman, 2e baronet, heer van Heeswijk en Dinther (1722-1787), veertigraad, schepen, thesaurier en burgemeester van Leiden
      - jhr. mr. Cornelis Jacob Speelman, 3e baronet, heer van Heeswijk en Dinther (1747-1825), lid van het Wetgevend Lichaam 1802, lid provinciale staten van Noord-Brabant; trouwde in 1779 met Catharina Verster, vrouwe van Wulverhorst (1749-1811)
        - jkvr. Clara Cornelia Beatrix Speelman (1780-1836); trouwde in 1801 Jan van Beverwijk (1775-1831), secretaris en maire van Schijndel
        - jhr. Abraham Florentius Speelman, 4e baronet, heer van Wulverhorst (1784-1840), burgemeester van Boxtel, lid provinciale staten van Noord-Brabant
          - jhr. Cornelis Jacob Abraham Speelman, 5e baronet (1823-1898), generaal-majoor titulair
            - jkvr. Isabelle Antoinette Speelman (1858-1941); trouwde in 1883 met Adriaan Leonard Klerk de Reus (1856-1941), luitenant-generaal titulair, gouverneur der Residentie, adjudant i.b.d. van koningin Wilhelmina
            - jkvr. Sophia Balthina Speelman (1859-1939), kunstschilderes

          - jhr. mr. Helenus Marinus Speelman Wobma, heer van Heeswijk en Dinther (1787-1867), president provinciaal Gerechtshof van Friesland; nam de naam Speelman Wobma aan, naar zijn aangetrouwde oom mr. Jacob Maximiliaan Wobma, getrouwd met zijn tante Geertruida Helena Speelman (1749-1791)
            - jhr. mr. Cornelis Jacob Speelman (1817-1891), president arrondissementsrechtbank te Leeuwarden, lid provinciale staten van Friesland
              - jhr. Helenus Marinus Speelman, 6e baronet (1852-1907), zeeofficier, burgemeester van Harlingen, lid gemeenteraad van Haarlem, trouwde met jkvr. Wendelina Cornera van Panhuys, dochter van jhr. Johan Æmilius Abraham van Panhuys, onder meer burgemeester van Groningen
              - jhr. Jacobus Speelman (1855-1883), rijksbetaalmeester te Winschoten; trouwde in 1880 jkvr. Emilie Françoise Wilhelmina Vrijthoff (1861-1885), lid van de familie Vrijthoff
                - jhr. Cornelis Jacob Speelman, 7e baronet (1881-1949), gemeenteontvanger
                  - jhr. Cornelis Jacob Speelman, 8e en laatste baronet (1917-2005) BA, docent Exeter Tutorial College, laatste telg van het adellijke geslacht Speelman

            - jhr. Sible Speelman (1819-1882), 2e luitenant, lid provinciale staten van Friesland
              - jhr. Helenus Marinus Speelman, heer van Zuylensteyn en Leersum (1857-1909), trouwde in 1881 met Sophie Adrienne barones Sloet van Oldruitenborgh (1860-1941)
                - jkvr. Frederica Sophia Carolina Speelman, vrouwe van Archem (1883-1975); trouwde in 1903 met jhr. Evert Rein van der Wyck, heer van Archem (1876-1934), kapitein, ordonnansofficier van koningin Wilhelmina en kamerheer d.d. bij H.M. de koningin-moeder
                - jkvr. Jeanne Wilhelmina Speelman (1889-1938); trouwde in 1912 met 1912 Maximiliaan Robert baron Bentinck, heer van Buckhorst (1882-1961), telg uit de familie Bentinck, luitenant, lid gemeenteraad van Ommen
                - jkvr. Rymke Lunia Leontine Speelman (1893-1978); trouwde in 1915 jhr. mr. dr. Jan Daniël Hendrik de Beaufort (1880-1946), secretaris Raad van State, staatsraad i.b.d., hoogheemraad Lekdijk Bovendams, kamerheer i.b.d. van Koningin Wilhelmina, lid van de familie De Beaufort.